# 越後須原站
越後須原站（日语：／ Echigo-Suhara eki */?）是位於新潟縣魚沼市須原1419號，東日本旅客鐵道（JR東日本）的只見線車站。

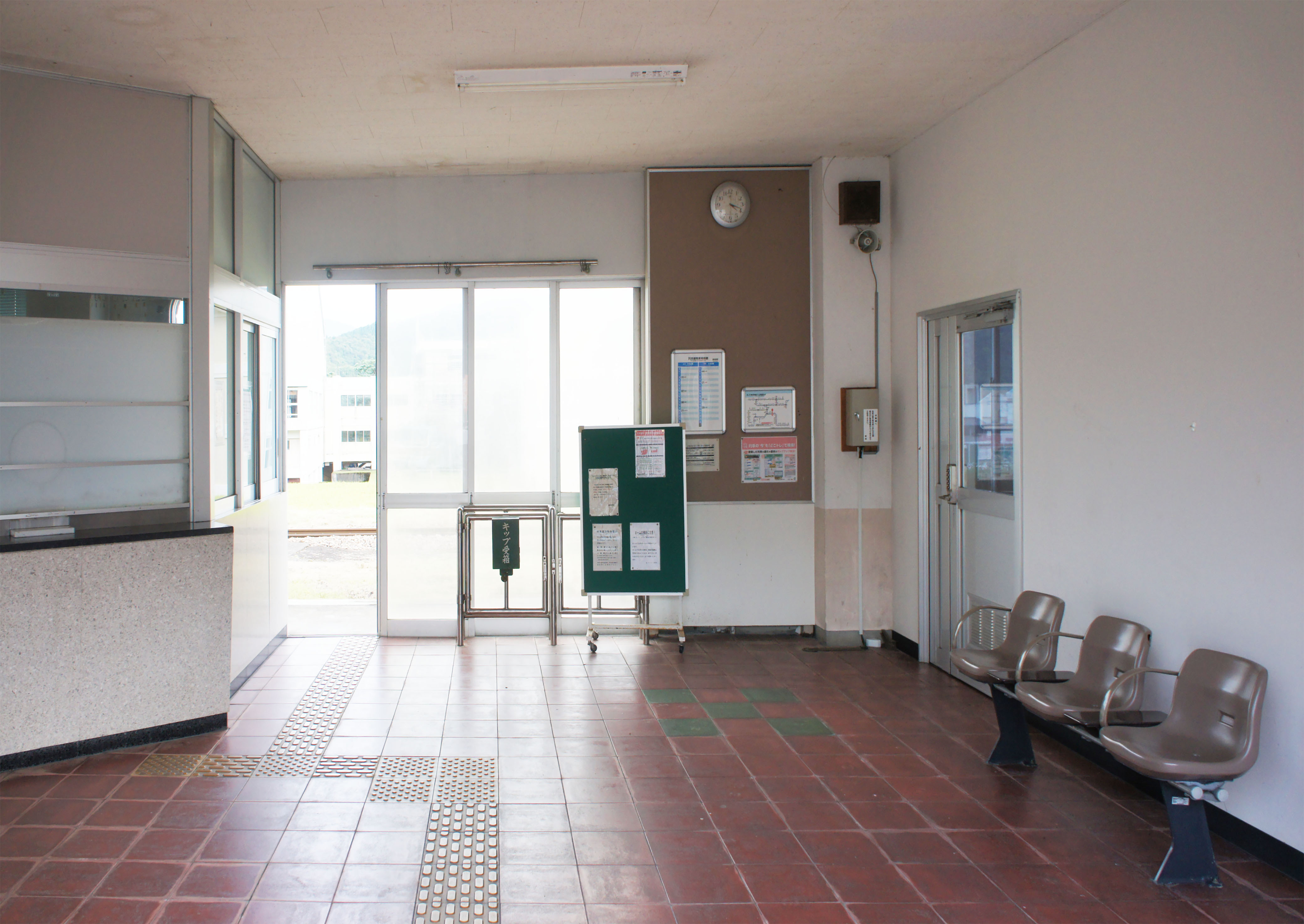
車站內部（2021年9月）

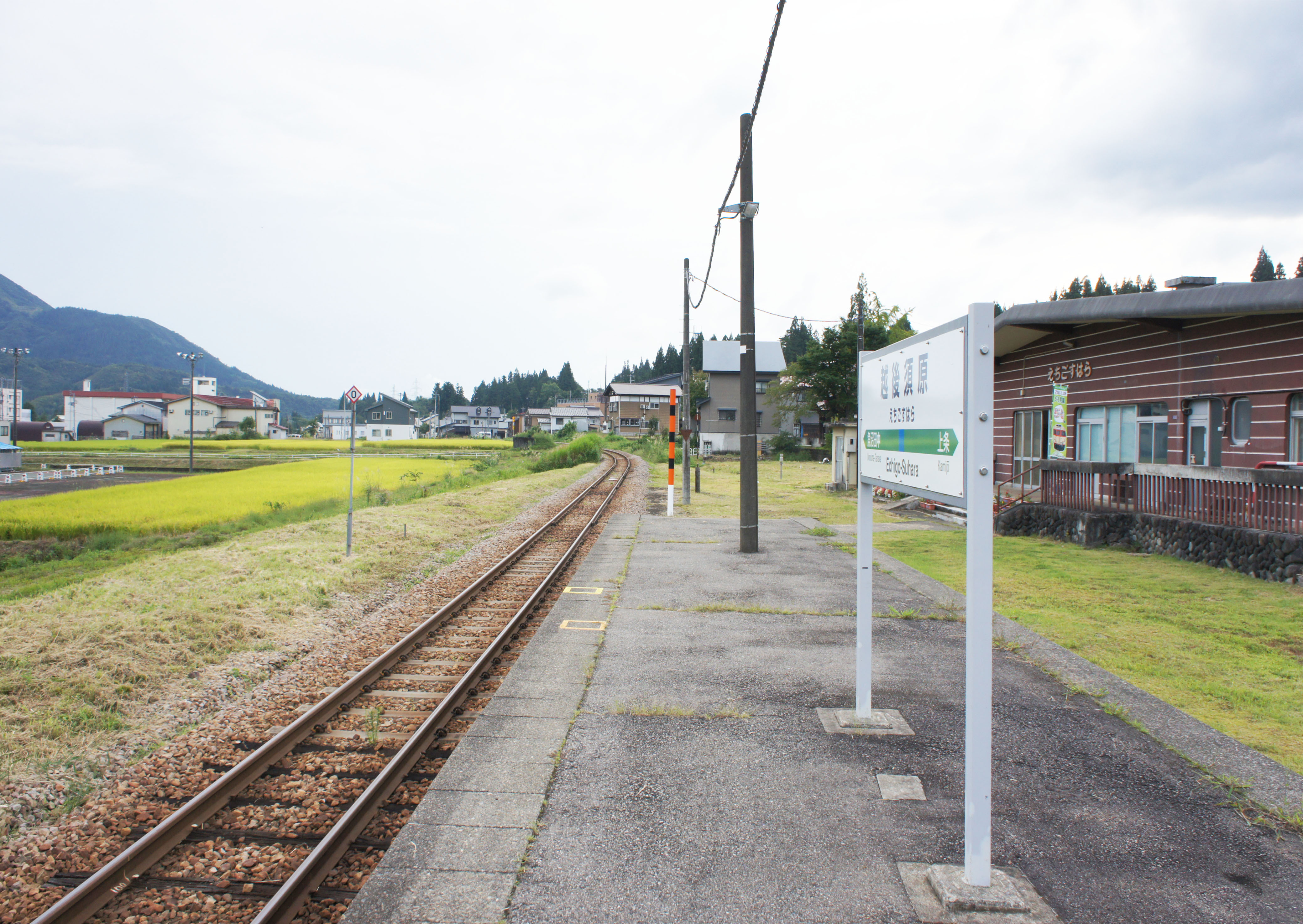
月台（2021年9月）

## 歷史
- 1942年（昭和17年）11月1日：只見線小出站至大白川站之間開通，此站啟用。
- 1987年（昭和62年）4月1日：伴隨國鐵分割民營化，車站由東日本旅客鐵道（JR東日本）營運。
- 1992年（平成4年）4月：列車交會設備撤走[1]。成為簡易委託車站。
- 2010年（平成22年）4月1日：成為無人車站。

## 車站構造
本站是地面車站，設有1面1線的單式月台。曾經此站設有1面2線的島式月台，現時車站大樓對面的路軌已經撒走。站房是一座混凝土建築物。大樓內設有候車室、車站事務室、公共電話和廁所。在候車室處曾經設有售票櫃臺。此站曾經設有POS終端，當時為簡易委託車站。現時此站是由越後湯澤站管理的無人車站。

## 使用狀況
以下為乘車人次變化列表：
| 乘車人次變化       | 乘車人次變化     | 乘車人次變化 |
| 年度               | 1日平均 乘車人次 | 參考資料     |
| ------------------ | ---------------- | ------------ |
| 2000年（平成12年） | 85               | [ 2 ]        |
| 2001年（平成13年） | 85               | [ 3 ]        |
| 2002年（平成14年） | 90               | [ 4 ]        |
| 2003年（平成15年） | 92               | [ 5 ]        |
| 2004年（平成16年） | 73               | [ 6 ]        |
| 2005年（平成17年） | 63               | [ 7 ]        |
| 2006年（平成18年） | 66               | [ 8 ]        |
| 2007年（平成19年） | 66               | [ 9 ]        |
| 2008年（平成20年） | 61               | [ 10 ]       |

## 車站周邊
車站位於舊守門村中心。
- 目黑邸（日语：目黒邸）（國家重要文化財）
- 須原滑雪場（日语：須原スキー場）
- 玉川酒造（日语：玉川酒造）
- 奧只見休閒都市公園 須原公園（日语：奥只見レクリェーション都市公園#須原公園）
- 繪本之家雪星（日语：絵本の家ゆきぼうし）
- 小出警署（日语：小出警察署）須原駐在所
- 魚沼市政廳守門鷹舍（舊・守門村（日语：守門村）公所）
- 北魚沼農業協同組合 守門分店
- 守門郵局
- 魚沼市立魚沼北中學（舊守門中學（日语：魚沼市立守門中学校））
- 魚沼市立須原小學（日语：魚沼市立須原小学校）

## 巴士路線

包含此站在內的南越後觀光巴士路線圖

越後交通集團下的南越後觀光巴士設有巴士路線停靠附近巴士站，巴士路線與只見線並行。
- UA 小出＝上條＝貫木、穴澤線[11]
從車站步行約2分鐘，於國道252號上設有「須原站角」（UA24）巴士站。

## 相鄰車站
東日本旅客鐵道（JR東日本）
■只見線
上條－越後須原－魚沼田中

## 注腳
1. ↑  JR東日本 - 只見線について（2014年8月） p.16 （页面存档备份，存于）（日語）
2. ↑  . 東日本旅客鐵道.   [2019-03-08]. （原始内容存档于2018-02-13） （日语）.
3. ↑  . 東日本旅客鐵道.   [2019-03-08]. （原始内容存档于2019-04-02） （日语）.
4. ↑  . 東日本旅客鐵道.   [2019-03-08]. （原始内容存档于2019-04-02） （日语）.
5. ↑  . 東日本旅客鐵道.   [2019-03-08]. （原始内容存档于2019-04-02） （日语）.
6. ↑  . 東日本旅客鐵道.   [2019-03-08]. （原始内容存档于2019-04-02） （日语）.
7. ↑  . 東日本旅客鐵道.   [2019-03-08]. （原始内容存档于2017-08-08） （日语）.
8. ↑  . 東日本旅客鐵道.   [2019-03-08]. （原始内容存档于2019-03-27） （日语）.
9. ↑  . 東日本旅客鐵道.   [2019-03-08]. （原始内容存档于2017-08-08） （日语）.
10. ↑  . 東日本旅客鐵道.   [2019-03-08]. （原始内容存档于2019-04-02） （日语）.
11. ↑  南越後観光バス 小出・小千谷地区 （页面存档备份，存于）（日語） - 2020年1月2日參閲。

## 外部連結
- 車站資訊（越後須原）：東日本旅客鐵道（日語）